# Слободище (Брянская область)
Слободи́ще — село в Дятьковском районе Брянской области, административный центр Слободищенского сельского поселения. Расположено в 3 км от автодороги Р68 Брянск—Киров и в 15 км от города Дятьково. 
В селе находится птицефабрика «Победа» (построена в 1970 году), на которой работает значительная часть населения.

## Этимология
Предположительно название связано с тем, что ранее на этом месте находилась слобода. Суффикс «-ищ» указывает на большой размер селения (подобно словам «сапожище», «мужичище», «волчище»).
Слободой в старину называли большое поселение или район города, где жили в основном свободные, некрепостные люди, например торговцы и пушкари. Они имели льготы при уплате налогов и освобождались от многих повинностей, это и отразилось в названии термина: слобода  — от слова «свобода».

## Природа
```
    
Географическое положение
```

Село Слободище входит в состав Дятьковского района Брянской области Российской Федерации - России.  Село находится в северной части Брянской области, расположенной в центре Русской равнины   в умеренных широтах, входящей в состав Центрального экономического района. Географическое положение села очень удобное: оно находится недалеко от районного центра и города Брянска. Граница сельского муниципального поселения в южной части совпадает с административной границей Дятьковского района, смежной с Брянским районом. В западной части граничит со Старским городским поселением, в северной части – с Дятьковским городским поселением, в восточной части – с Большежуковским сельским поселением.
```
             
Рельеф
```

Село Слободище находится на Восточно - Европейской равнине, почти в её центре. Абсолютные высоты рельефа на территории Слободищенского сельского поселения изменяются от 202 м до 170 м. Дятьковский район находится на Смоленской возвышенности, в пределах которой выделяется Дятьковская гряда. Эту территорию покрывали ледники, поэтому здесь крупный грядово-холмистый рельеф чередуется с плоскими песчаными ложбинами. Больших перепадов высот на территории Слободищенского поселения не наблюдается. На юго-восточном направление территория поселения имеет покатость (уклон) к реке Болва. Самые высокие места в самом селе Слободище находятся на улице Коминтерна, и окраине улицы Школьной. Самые низкие – на улице Садовая.
Общая равнинность территории благоприятна для земледелия. Однако равнины не везде плоские, имеют уклоны, расчленены оврагами, речками: Свиридовка, Липовка, Упорой, Кленка, Верхполье. Само село разделяет  речка (без названия, хотя в старину её называли  речка Любохонка) и пруд. Некоторую площадь занимает рельеф, созданный человеком: карьеры, откуда брали песок для строительства, обмелевшие русла речек, водоёмов из-за варварской вырубки леса. Рельеф медленно изменяется под влиянием внешних процессов.
```
           
Климат
```

Климат  села умеренно континентальный с хорошо выраженными сезонами года: тёплым летом, умеренно холодной зимой. Село удалено от океанов. Равнинность рельефа способствует проникновению воздушных масс с Северного Ледовитого, Атлантического океанов и из внутренних частей материка. Вторжение холодного арктического воздуха зимой сопровождается понижением температуры до -30  -  -35; в теплое время года наступает похолодание, вплоть до заморозков. Воздушные массы, приходящие с Атлантического океана, летом вызывают понижение температуры воздуха, зимой - повышение и приносят большое количество осадков. Континентальные воздушные массы вызывают осенью возврат тепла, весной - резкое понижение температуры, летом с ними связано повышение температуры до +30 - +35° и резкое понижение влажности. Всё это обусловливает разнообразие погоды в течение года. Температурный режим, общий характер климата зависит от географической широты. Для формирования климата особенно важна высота солнца над горизонтом. На территории села чётко выражена смена времени года.
Растительный и животный мир.
Лес - наше богатство и наш зелёный луг. Вокруг села  преобладают хвойно-широколиственные леса. По территории леса размещены крайне неравномерно. Для хвойно-широколиственных лесов  наиболее характерными лесообразующими породами являются сосна, берёза, ель, осина, дуб, клен, рябина, липа и т.д... В травяном покрове лесов наблюдается сочетание растений широколиственных лесов и лесов хвойных: земляника, черника, брусника, костяника, малина, ежевика, ландыш майский, кислица, медуница лекарственная и т.д. Среди растений, занесённых в «Красную книгу» можно изредка встретить купальницу, ирис безлистный, лилию саранка и другие.
```
         
Животный мир
```

Богат и разнообразен был когда-то животный мир нашего края. Местные охотники охотились на лосей. Ещё в 80-е годы 20 века недалеко от села можно было встретить семью кабанов. В ближайшем лесу, который находится  в 500 метрах от села, можно было встретить белку, зайца.  Конечно, все эти животные встречаются в наших краях, но намного реже, чем раньше. Самый частый посетитель наших мест – лиса. Её часто можно увидеть не далеко от птицефабрики. Из земноводных на территории поселения распространены травяная лягушка, серая жаба. Пресмыкающиеся представлены следующими видами: живородящей и прыткой ящерицами, ужом обыкновенным и ядовитой змеей. В водоемах поселения обитают: плотва, щука, пескарь, краснопёрка, карась, карп, окунь и другие. На водоёмах можно встретить ондатру. Среди птиц чаще всего встречаются ворона, грач, галка, сорока, синица большая, мухоловка серая, соловей обыкновенный, скворец, голубь сизый, большой пестрый дятел, кукушка, сова, жаворонок, стриж и другие.
Растительный и животный мир во многих районах нашей области очень сильно изменён в результате деятельности человека. На больших площадях естественная растительность заменена посевами с/х культур. После вырубок на месте хвойных лесов появились малоценные вторичные мелколиственные леса. Непоправимый ущерб животному и растительному миру наносит загрязнение природных вод и воздуха отходами промышленного производства и ядохимикатами. В области около 300 видов животных и более 100 видов растении, которые нуждаются в охране.

## Население
| 2010 | 2013  |
| ---- | ----- |
| 2020 | ↗2087 |